# Трофей (архітектура)

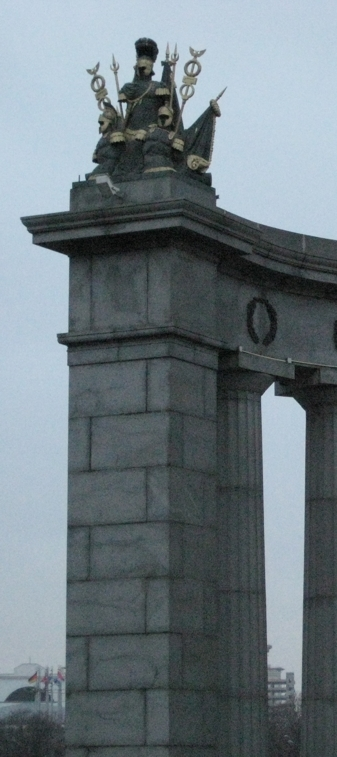
трофей у стилі неокласицизму, що увінчує пілон Бородинського моста в Москві

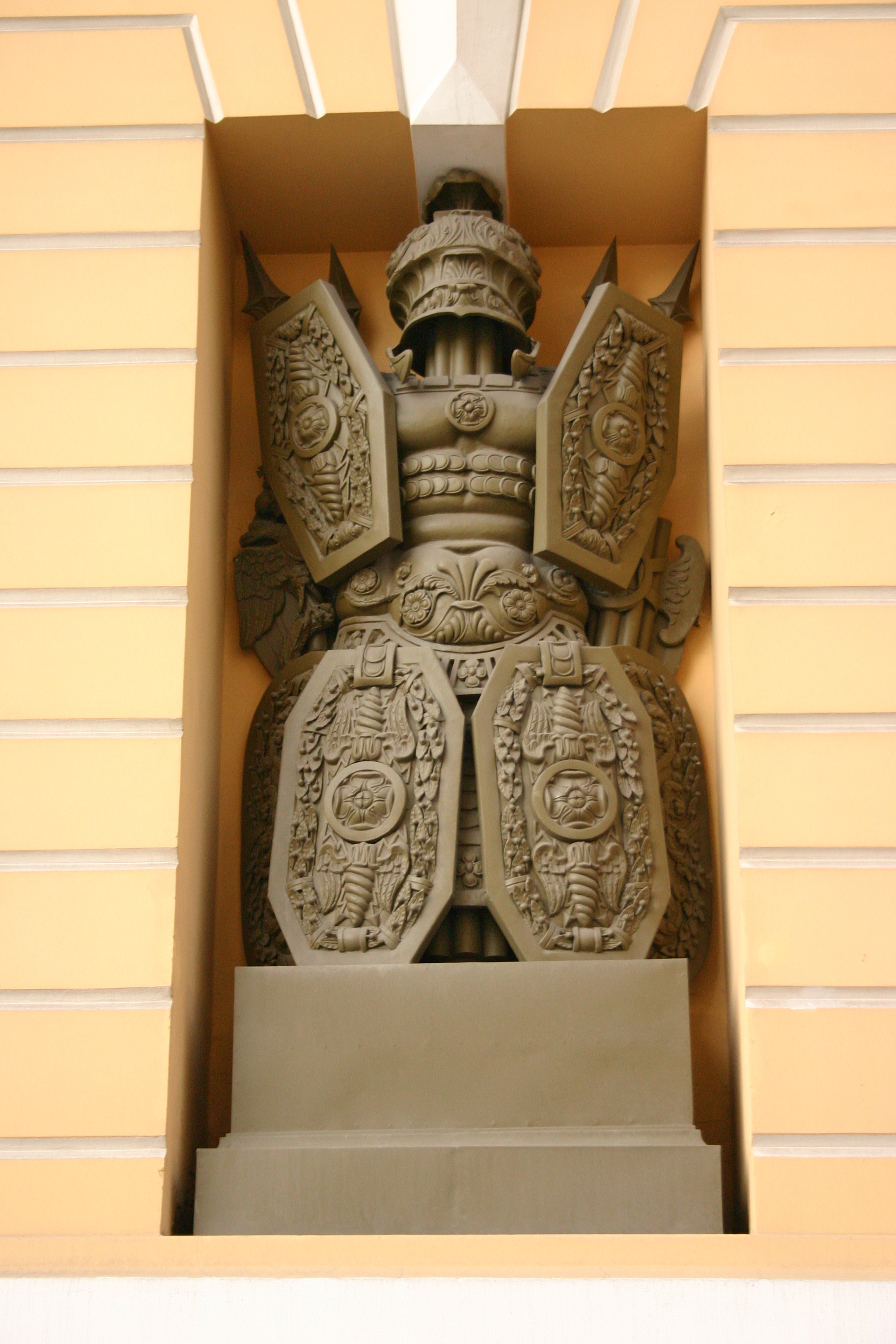
Елемент трофейного декору арки Головного штабу в Санкт-Петербурзі. Архітектор К. І. Россі

Трофей (грец. τρόπαιον, від τροπή —«поворот, втеча ворогів»,  лат. tropaeum, trophaeum), тропеум — в архітектурі тип давньоримської будівлі-трофея (пам'ятника полководцеві), а також військова арматура — скульптурне або орнаментальне зображення зброї.

## Історія

### Значення та традиції зведення трофея
Спочатку термін  трофей не був синонімом «здобичі», а був, швидше, сакральним об'єктом. Він був стовпом (або деревом, очищеним від гілок та кори) на полі бою, на який воїни Стародавніх Греції та Риму після перемоги вішали обладунки переможеного (трофей (витвір)): головним чином, панцирі та шоломи, на знак того, що поле перемоги залишилося за ними. Зведення цього стовпа мало вотивний, присвячувальний характер, про що свідчать стародавні тексти:

Благочестивий Еней, хоч його і квапить турбота
Полеглих віддати землі, хоч печаль йому душу затьмарює,
Все ж на світанку поспішає богам обітниці виконати.
Пагорб насипавши й дуб від гілок очистивши величезний,
Зводить трофей на честь тебе, Владико битв,
і одягає його в зброю, яку він зняв з Мезенція:
У бризках кривавої роси кудлатий шолом і уламки
Списів вішає він і важкий панцир, пробитий
У дюжині місць; а ліворуч до стовбура він міцно приладнав
Щит з міді й меч в піхвах з кістки слонової.
 (Вергілій, «Енеїда», XI, 2 — 11) 

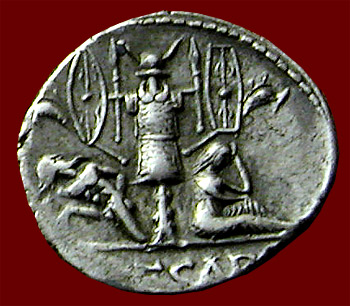
Денарій Юлія Цезаря із зображенням римського трофея, з боків стовпа — два зв'язаних бранці

Спочатку значення мало підвішування зброї саме на дерево — дуб був священним деревом Зевса й очевидно заміняв принесення до недоступного в цей момент храму.
Зведення трофея супроводжувалося присвячувальним написом, про що свідчать репліки з трагедій Еврипіда.

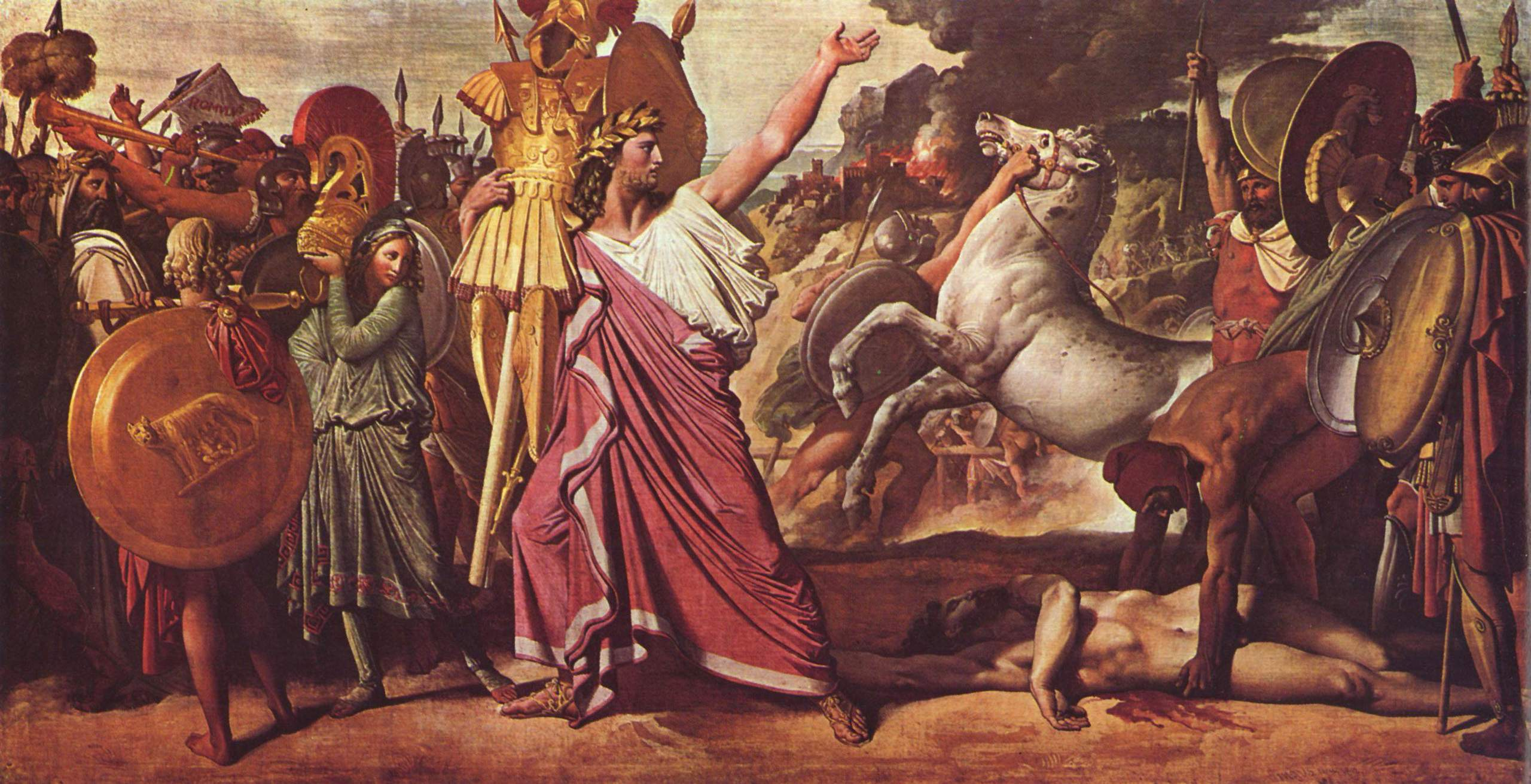
Ромул з трофеєм у руках (картина Енгра)

| Який трофей зведеш ти Кроніду Серед полів вітчизни! Так, на ньому Прочитають слова: «Щити із Фівів спалених Богам приносить Полінік фіванський». |

Обряду зведення трофея надавали важливого значення: якось у війні Спарти проти Аргоса за місто Фірею в Лаконії результат битви повинна була вирішити «дуель» між двома загонами по триста осіб від обох держав. Обидва війська залишили по загонові й відступили. Два загони почали бій і билися день безперервно. До ночі в живих залишилося лише троє важкопоранених — два аргосці та спартанець на ім'я Офріад. Сил битися далі не було ні в кого, і обидва аргосці, підтримуючи один одного, покинули поле битви й пішли до своїх — сповістити про перемогу. А спартанець залишився, і зібравши обладунки з убитих ворогів, розвісив їх на дереві серед поля, написавши своєю кров'ю на щиті: «Спартанці — Зевсу, в дар від своєї перемоги». Зранку до поля підійшли обидва війська. І ті й інші вважали себе переможцями, і хоча знову розгорівся конфлікт і з більш багатолюдної битви спартанці вийшли переможцями, але вчинок Офріада надав їх перемозі особливо високоморального характеру, оскільки завдяки його вчинку поле битви вважалося за ними. Офріада вшановували як героя.
Іншу згадку про нанесення крові на трофеї знаходимо в оповіданні про перемогу римлян над вождем франків Бутіліном, коли річка Капуя, переповнена трупами, вийшла з берегів. На стовпі, зведеному на її березі, була патріотично накреслена елегія:«О, найщасливіша річка! Замість трофея варварською кров'ю Нехай буде вона пофарбована». 
З часом до написів стали додавати не лише присвячування, але й більш меморіальну інформацію. Як свідчить Тацит, після однієї з перемог стародавніх римлян над племенами германців за імператора Тиберія, із захопленої зброї спорудили трофей, на якому були написані назви переможених племен, — те ж саме можна сказати й про грецькі трофеї — написи на кам'яних стовпах стали містити інформацію про час одержання перемоги, і хто над ким її здобув. У тих випадках, коли битва не була результативною, обидві сторони споруджували по трофею.

### Грецькі трофеї
У Стародавній Греції традиція зведення трофеїв відома з часів архаїки. Пам'ятник ставили на узвишші та присвячували якому-небудь божеству, причому на особливому написі відзначали імена переможців і переможених. Внаслідок цього трофеї вважалися недоторканними, і навіть ворог не міг їх зрушувати з місця, за винятком тих випадків, коли трофеї споруджували без поважної причини.
Щоб розбрати не продовжувались через довготривалу збережуваність трофеїв на місцях, де вони були споруджені, існував, мабуть, закон, за яким трофеї робили з дерева, а не з міцних матеріалів (каменю, металу). У разі руйнування, заборонялося їх підправляти та відновлювати. Наприклад, відомо, що лакедемоняни звинуватили фіванців перед зборами амфіктіонів, у тому, що ті спорудили металевий трофей. Втім, згодом металевих трофеїв стало більше. У ранній період трофеї ставили безпосередньо на полі битви, а оскільки придатних для битв рівнин в гористій Греції було небагато, то після нової битви їх часто замінялися новими. У пізніший період їх почали споруджувати в загальноеллінських святилищах, таких як Дельфи або Олімпія — для більшого прославлення держави, що перемогла.
Якщо це була перемога на морі, то трофей споруджували на найближчому до місця бою березі. Морські трофеї прикрашали зазвичай носами (грец. άκρωτήρια) кораблів і присвячували Посейдону; іноді як трофей залишали цілий корабель.

#### Трофей Мільтіада
Завдяки Плутархові став крилатим вираз Фемістокла про те, що «спати йому не дає трофей Мільтіада». В усному мовленні це слово нині часто замінюють на «лаври», тим не менш, Фемістокл, маючи на увазі в переносному сенсі, звичайно, славу суперника, згадав конкретну споруду, яку довгий час показували на полі Марафонської битви — переможний трофей (він же «мармурова руїна Пірго» або «гробниця Мільтіада»).
Павсаній, розповідаючи про нього, відзначає, що там були перераховані імена рабів, звільнених в обмін на участь у битві — це наочно доводить, що до тієї епохи пам'ятник-трофей пройшов достатню еволюцію від дерева з обрубаними гілками до певної архітектурної форми.

#### Македонські трофеї
Македонські царі не ставили трофеї через такий переказ: коли македонський цар Каран, перемігши Кіссея, який керував сусідньою країною, за аргівським звичаєм, спорудив пам'ятник перемозі, лев, що з'явився з гори Олімп перекинув цей трофей і зник. Зрозумівши завдяки цьому знаменню, що боги забороняють увічнювати ворожнечу, Каран і македонські царі, що йшли за ним, не ставили трофеїв, якщо розраховували на дружбу з сусідами. Через цей звичай і Александр Македонський не увічнив трофеєм жодної зі своїх перемог ні над Дарієм, ні над індійцями.

### Римські трофеї

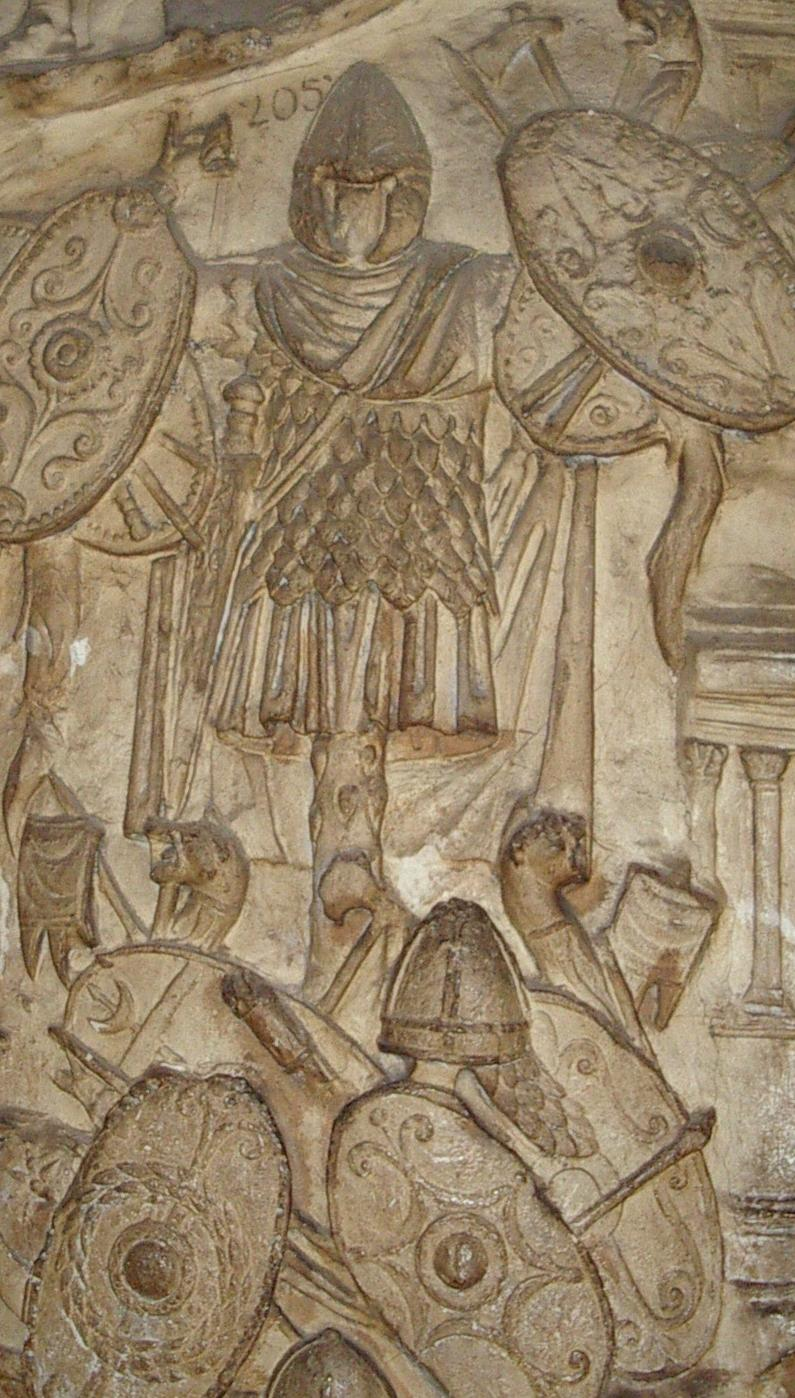
Рельєф з колони Траяна із зображенням стовпа трофея

Римляни спочатку не ставили трофеїв, а несли додому взяті на полі битви ворожі обладунки (лат. spolia), якими вони прикрашали громадські будівлі й приватні оселі. Але пізніше вони перейняли від греків звичай увічнювати перемогу трофеями. Перші римські трофеї, про які повідомляють стародавні письменники, спорудили Доміцій Агенобарб і Фабій Максим в 121 р. до н. е. е. після перемоги над аллоброгами. Це було зроблено біля злиття Рони та Ізари з білого каменю, увінчаного ворожою зброєю. Помпей поставив трофей у Піренеях після своїх іспанських перемог, Цезар — поблизу Зели після перемоги над Фарнаком, Друз — біля Ельби в пам'ять про поразку германців. Але римляни більше любили споруджувати пам'ятні знаки в самому Римі, а не на місці битви; такими трофеями служили, наприклад, тріумфальні арки. У Римі на Форумі стояла Ростра — трибуна для промовців, прикрашена носами кораблів.
Особливо почесним був трофей, відомий як «гладкі обладунки» (spolia opima) — його міг принести в дар Юпітеру Феретрійському лише командувач військом (цар чи консул), який особисто убив у поєдинку ворожого полководця і зняв з нього обладунки. Таких випадків в історії Риму було лише три:
- Ромул переміг ценінського царя Акрона[12].
- Військовий трибун з консульською владою Авл Корнелій Косс 437 року до н. е. переміг царя Вейїв Толумнія[13].
- Консул Марк Клавдій Марцелл 222 року до н. е. переміг царя Інсубрів Вертомара (Брітомарта)[14].

Опис міфічної перемоги Енея над Мезенцієм пов'язаний з цією традицією.
Численні монети, рідше грецькі, головним чином римські, випущені в ознаменування чиєї-небудь перемоги, часто мали на одній стороні профіль полководця, а на іншій — трофей, як знак перемоги, іноді разом з предметами для жертвопринесення та зв'язаними полоненими, до того ж у поєднанні з богинею перемоги Вікторією (яка зводить або прикрашає трофей, пише звістку про перемогу на щиті, тощо.).
Хоча в Давньому Римі з часом сформувався вигляд будівлі — тропеуму, тим не менш, стовпи з навішеною зброєю продовжували зводити й в імператорську епоху, оскільки їх зведення вимагало набагато менше часу і їх можна було ставити масово.
Використовувалися трофеї вже і як декорації, з декоративними обладунками (а не справжніми, захопленими у ворога). Йосип Флавій у «Юдейських старожитностях» розповідає про конфлікт, що трапився в Єрусалимі, коли Ірод I заснував ігри на честь Цезаря і побудував для цього театр, прикрасивши його за римським зразком, зокрема «зі щирого золота та срібла з зображеннями трофеїв його від тих народів, яких той переміг на війні». Це образило Юдеїв, які побачили в них заборонені законом зображення озброєних людей і почали кричати, що не допустять у своєму місті «ідолів».

Бачачи таке їх хвилювання і що нелегко буде їх заспокоїти інакше як шляхом наочного доказу, Ірод запросив найбільш впливових з них до театру і, вказавши на трофеї, запитав, за що вони приймають їх. Коли ж ті закричали, що це зображення людей, він розпорядився зняти зброю та показав їм голі дерев'яні стовпи. Це негайно спричинило нестримний сміх, і загальна веселість навіть збільшилася від того, що юдеї раніше настільки іронічно ставилися до оздоблення цих трофеїв.

Цікаво, що Тертуліан у своєму посланні «До язичників» вказує на те, що хрест, якому поклоняється він як християнин, за конструкцією — стовп неповноцінного язичницького трофея римлян, який в християнстві стає неприкрашеним, оголеним.

### У літературі
Мотив зведення трофея висміює Рабле: Пантагрюель споруджує тріумфальні стовпи на місці однієї зі своїх битв і бенкету. Він вивішує старомодні атрибути спалених за допомогою пороху лицарів — лати, шпори, кольчугу, тощо. А його супутник, жартівник Панург, споруджує інший стовп, до якого підвішують трофеї, які символізують бенкет, що вони були пережили: роги, шкіру й ногу козулі, вуха зайця, крила дрохв, склянку з оцтом, ріжок з сіллю, рожен, шпигувальну голку, котел, соусник, сільничку та стакан. У своєму написі до трофеїв він прославляє бенкет і дає кулінарний рецепт.

## В архітектурі

### Будівля —Тропеум

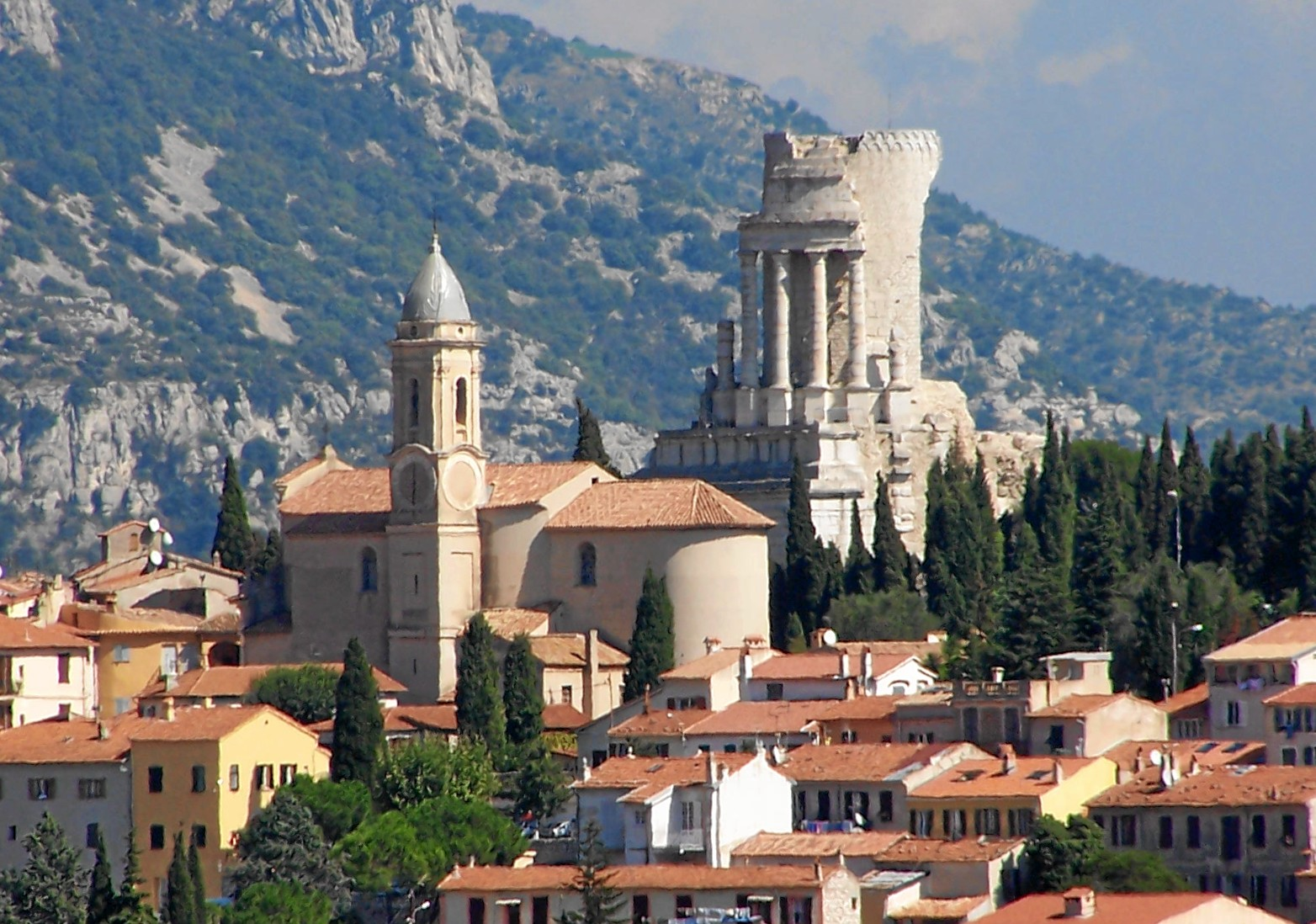
Трофей Августа в Приморських Альпах

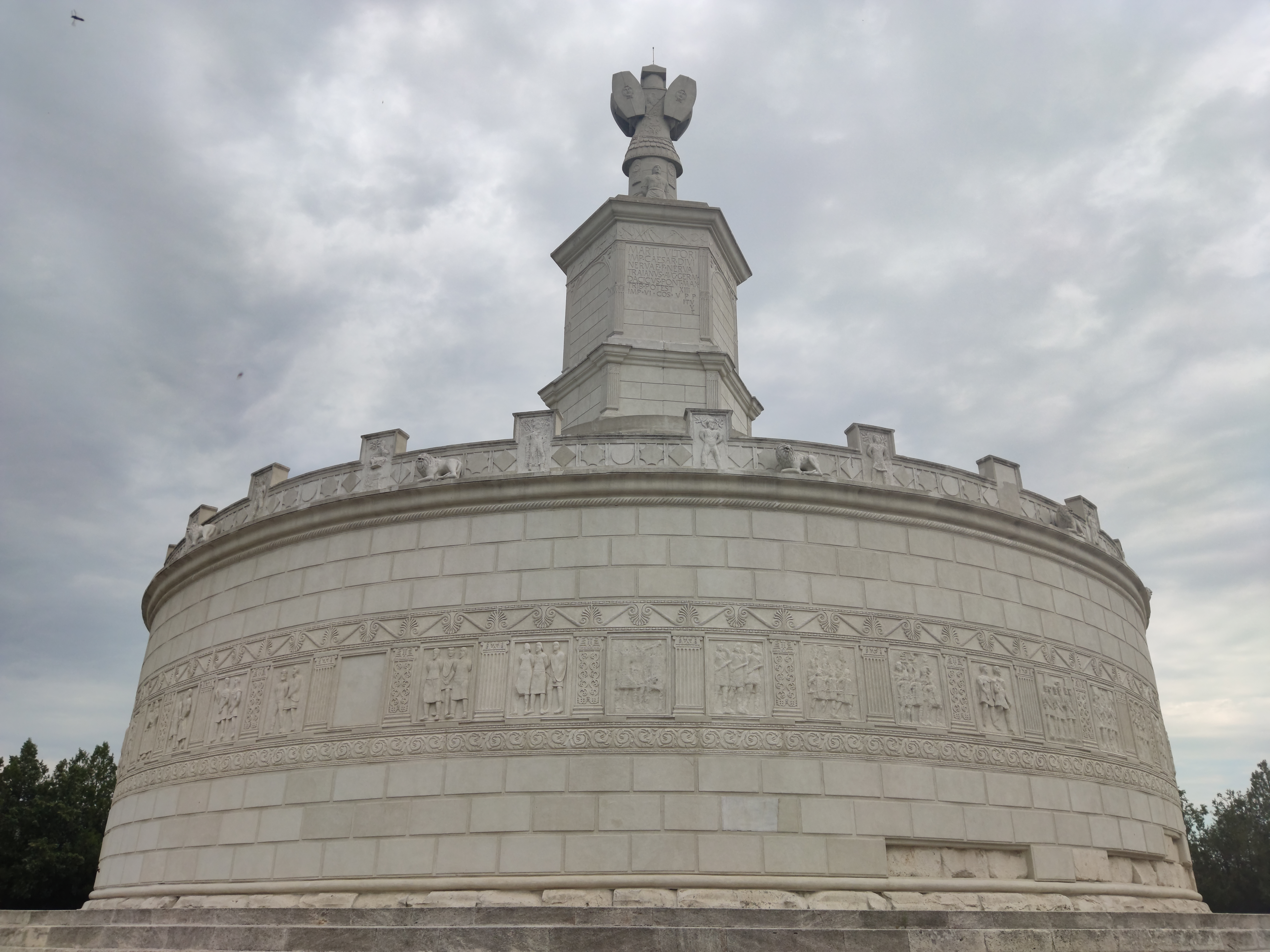
Тропеум Траяна в Адамклісі, Румунія, 108–109 рр. за однією з версій, його мають на увазі коли говорять про Стежку Трояна в Слові о полку Ігоревім.

Тропеумом, трофеєм називають меморіальний пам'ятник, зведений на честь перемоги та втечі супротивника. Цей тип будівель виник в архітектурі Стародавньої Греції, звідки його запозичили римляни. Їх зводили на полі бою і складали з купи захопленої зброї або прикрашали цією зброєю стіни тропеумів. Якщо ж перемога була на морі, використовували носи ворожих кораблів (звідки набула розвитку традиція ростральних колон). Скульптурна декорація також могла містити зображення повалених ворогів (пор. тріумфальна колона). За допомогою таких пам'ятників деякі полководці позначали кордони завойованих земель.
Класичні римські тропеуми — масивні центричні споруди. Рим зводив такі будівлі на честь звитяжних полководців, а також у провінціях, де відзначилися покійні воєначальники.

### Декоративний мотив—Військова арматура
В історії мистецтва для опису декоративного оформлення, що зображує трофеї, використовують термін військова арматура (лат. armatura —озброєння), арматура, трофеї . Це може бути скульптура або рельєф, що стоїть окремо. Вираз «військова арматура» відноситься не лише до відтворення давньоримського трофея, але й до будь-якого зображення холодної зброї декорованої скульптурними засобами, хоча пріоритет лишається за античними мотивами. Термін вживають і у формі прикметника, наприклад, арматурний фриз .
Композиція ще може містити, окрім панцира з медальйонами, набедреників і шолома — військові прапори, знаки легіону, фасції (сокиру та пучок ликторських прутів), списи, мечі, вінок тощо. У центрі традиційно було зображення Анкіла (Ancile) — щита бога Марса. Не рідше зустрічається поєднання з Горгонейоном — зображенням голови Медузи Горгони, яка не лише прикрашала егіду богині Афіни, але й вважалася в античні часи потужним талісманом.
Військову арматуру використовували для оздоблення будівель, мостів, огорож, ліхтарних стовпів, п'єдесталів, тріумфальних арок, тощо. Це був улюблений прийом не лише класицизму. У російській архітектурі цей мотив став особливо популярним у період ампіру, у зв'язку з патріотичним підйомом і гордістю від перемоги у війні 1812 року. За правилами цього стилю подібні прикраси зазвичай симетричні.
Цей термін застосовують також у геральдиці.

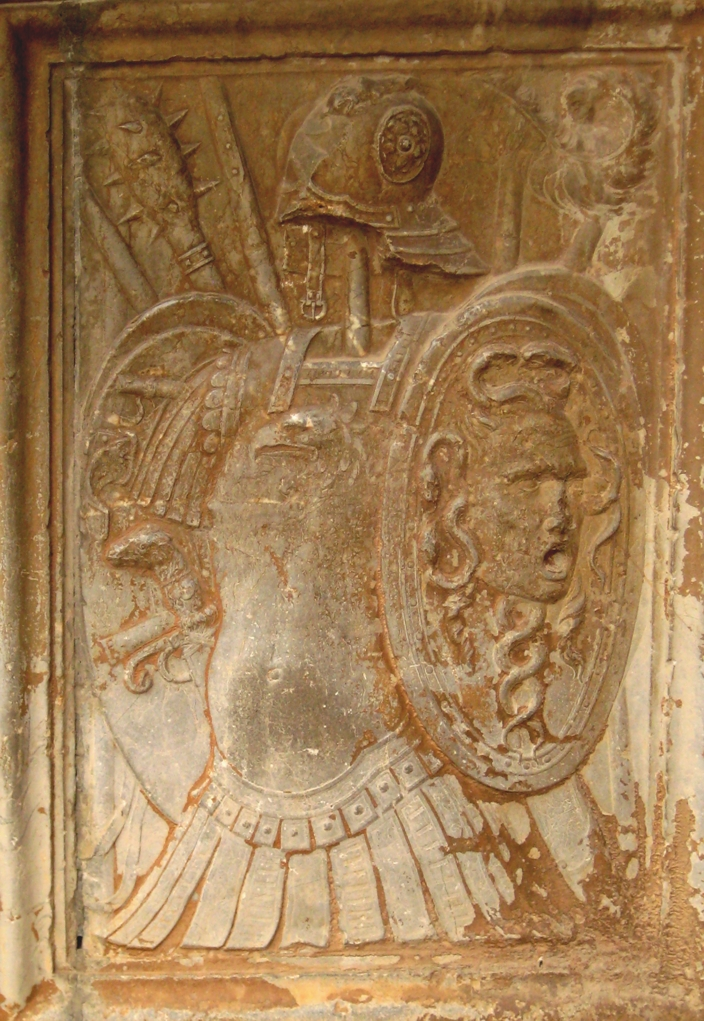
Цоколь ренесансного палацу Карлоса V в Альгамбрі.Скульптор поєднує античну зброю з гарматами та мушкетами
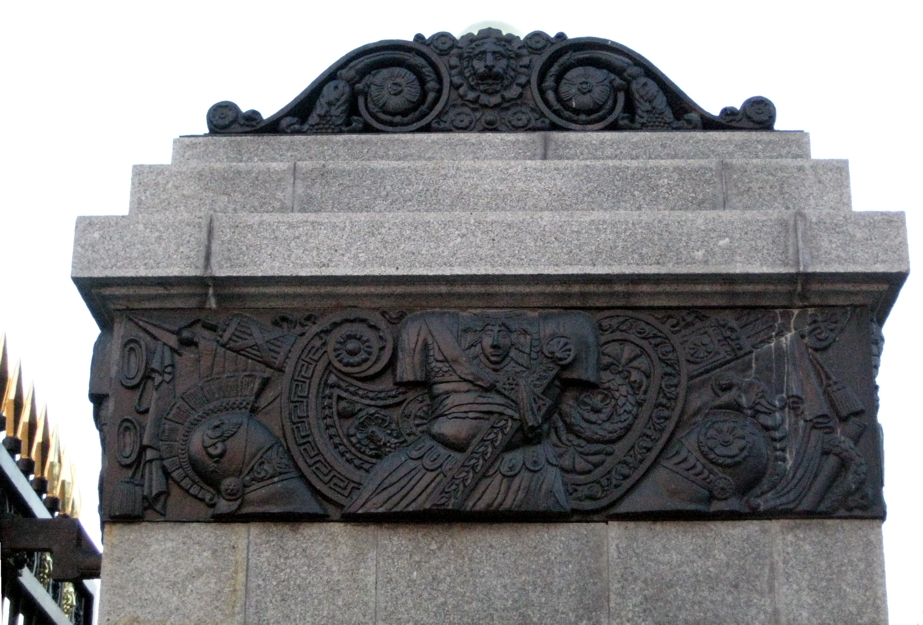
Огорожа Олександрівського саду: пілони огорожі прикрашені бронзовими рельєфами з арматурним фризом на тему античних обладунків

## У релігії
Для історії католицької церкви та Риму як місця перебування понтифіка має значення тлумачення слова «трофей», оскільки якийсь священик, на ім'я Гай, який жив у Римі в другій половині II століття, писав, що «трофеї» апостола Петра залишилися у Ватикані, а «трофеї» Павла були поховані біля дороги в Остію. Звідси виникла теорія, яка перетворилася практично на догмат, про те, що Петро, перший папа римський, був похований у Ватикані. Сьогодні тлумачі визнають, що слово «трофей» у цьому контексті дійсно найвірогідніше означає —«те, що залишилося від мучеників». Такі відомі вчені, як Ренан та Гіньєбер, довгий час вважали, що слово «трофей» Петра означає «пам'ятник» Петру. Ймовірно також, що слово «тропеум» стосується стін — споруди, яку звели навколо передбачуваного поховання апостола.
Одну з етимологій терміна «тропар» (вид православного піснеспіву) також пов'язують з грецьким словом «трофей, тропайон»: «і тоді сенс піснеспіву ясно проступає крізь форму: тропар прославляє перемогу — мученика над язичництвом, преподобного — над пристрастями, нарешті, Самого Спасителя — над смертю».